# Amigdala

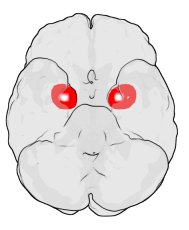
Localizzazione dell'amigdala nel cervello

L'amigdala, o corpo amigdaloideo, è un complesso nucleare situato nella parte dorsomediale del lobo temporale del cervello che gestisce le emozioni.
A livello anatomico scientifico viene definita anche come un gruppo di strutture interconnesse, di sostanza grigia facente parte del sistema limbico, posto sopra il tronco cerebrale, nella regione rostromediale del lobo temporale, al di sotto del giro uncinato (uncus) e anteriormente alla formazione dell'ippocampo.
Ha una struttura ovoidale (in greco antico amygdala significa mandorla) situata nel punto più basso della parete superiore del corno inferiore di ogni ventricolo laterale.
È in continuità con il putamen, ed è in continuità, come parte terminale, con la coda del nucleo caudato.

## Connessioni
L'amigdala invia impulsi all'ipotalamo per l'attivazione del sistema nervoso simpatico, al nucleo reticolare talamico per aumentare i riflessi, ai nuclei del nervo trigemino, del nervo facciale, alla zona ventrale tegmentale, al Locus ceruleus e ai nuclei laterodorsali tegmentali.

## Funzioni
È ritenuta il centro di integrazione di processi neurologici superiori come le emozioni, coinvolta anche nei sistemi della memoria emozionale. È attiva nel sistema di comparazione degli stimoli ricevuti con le esperienze passate e nell'elaborazione degli stimoli olfattivi.
I segnali provenienti dagli organi di senso raggiungono dapprima il talamo, poi servendosi di un circuito monosinaptico, arrivano all'amigdala (vi è un fascio molto sottile di fibre nervose che vanno dal talamo all'amigdala); un secondo segnale viene inviato dal talamo alla neocorteccia. Questa ramificazione permette all'amigdala di cominciare a rispondere agli stimoli prima della neocorteccia.
In questo modo l'amigdala è capace di analizzare ogni esperienza, scandagliando le situazioni ed ogni percezione.
Quando valuta uno stimolo come pericoloso, per esempio, l'amigdala scatta come una sorta di grilletto neurale e reagisce inviando segnali di emergenza a tutte le parti principali del cervello; stimola il rilascio degli ormoni che innescano la reazione di attacco o fuga, (adrenalina, dopamina, noradrenalina), mobilita i centri del movimento, attiva il sistema cardiovascolare, i muscoli e l'intestino.
Contemporaneamente, i sistemi mnemonici vengono "sfogliati" con precedenza assoluta per richiamare ogni informazione utile nella situazione di paura.
Mentre l'ippocampo "rimembra" i fatti, l'amigdala ne giudica la valenza emozionale.
L'amigdala quindi fornisce a ogni stimolo il livello giusto di attenzione, lo arricchisce di emozioni e, infine, ne avvia l'immagazzinamento sotto forma di ricordo.
L'amigdala è dunque l'archivio della nostra memoria emozionale, perciò analizza l'esperienza corrente, con quanto già accaduto nel passato: quando la situazione presente e quella passata hanno un elemento chiave simile, l'amigdala lo identifica come una associazione ed agisce, talvolta, prima di avere una piena conferma. Ci comanda precipitosamente di reagire ad una situazione presente secondo paragoni di episodi simili, anche di molto tempo fa, con pensieri, emozioni e reazioni apprese fissate in risposta ad eventi analoghi.
L'amigdala può reagire prima che la corteccia sappia che cosa sta accadendo, e questo perché l'emozione grezza viene scatenata in modo indipendente dal pensiero cosciente, e generalmente prima di esso.

## Anatomia
Al suo interno, si distinguono almeno dieci o dodici aree, con proprie suddivisioni interne e con diverse funzioni.
I singoli nuclei facenti parte del complesso dell'amigdala non hanno un nome specifico, pertanto ci si riferisce complessivamente ad essi come "nuclei basolaterali" e "nuclei corticomediali":
I "nuclei basolaterali" hanno connessioni (in alcuni casi reciproche) con la corteccia prefrontale, il giro del cingolo, l'insula, il giro paraippocampale, il subicolo e i giri del lobo temporale vicini, il nucleo dorsomediale del talamo, le aree motorie, il nucleo accumbens e il neostriato ventrale. Le principali afferenze provengono dal lobo temporale, dal giro del cingolo, dall'insula, dalla regione dorsomediale del talamo e da altri nuclei talamici specifici, come il corpo genicolato mediale.
I "nuclei corticomediali" ricevono afferenze da quelle regioni encefaliche implicate nella risposta autonoma e in funzioni viscerosensoriali, come il bulbo olfattivo, il nucleo parabrachiale del ponte, i nuclei ipotalamici ventromediali e laterali.

## Ipersensibilità
L'ipersensibilità dell'amigdala è una condizione nella quale l'amigdala è iperattiva, provocando un senso costante di paura, caratterizzata dal rilascio costante di adrenalina nel circolo e relativi danni psichici e psicosomatici che si riflettono nel comportamento, comunemente definito come timidezza o fobia sociale. Essa è poco conosciuta dagli psichiatri, che la generalizzano come depressione ed ansia, e la curano di conseguenza; gravi crisi acute possono manifestarsi quando un soggetto, diagnosticato come depresso, è curato con antidepressivi inibitori della ricaptazione delle monoamine (pazienti ritenuti a torto "resistenti agli antidepressivi" cioè a un farmaco inutile, non essendo depressi) o che impediscono l'eliminazione dell'adrenalina (IMAO ed SNRI). La vita sociale è compromessa e quella lavorativa è preclusa a causa dell'ottundimento della lucidità proprio degli effetti dell'adrenalina sul sistema nervoso. I danni somatici evidenti sono quelli tipici dell'ipersurrenalismo, riguardanti l'effetto vasocostrittore periferico e catabolizzante dell'adrenalina e del cortisolo (cachessia, ectomorfismo, ipertensione arteriosa, sofferenza cutanea e delle mucose, alito cattivo, carie dentaria, impotenza sessuale, calvizie).
Il ritmo circadiano è solitamente alterato a causa degli effetti a cascata che lo squilibrio ormonale ha sull'intero sistema endocrino. L'effetto a cascata può portare ad altri disturbi endocrini ed alimentari, ad esempio diabete. L'equilibrio minerale è alterato (forte deplezione di potassio e magnesio causata dal cortisolo). Gli stimoli ambientali sono ottusi dal sentimento preponderante, la paura; tipica è l'anoressia nel bambino, e la bulimia di risposta nell'adulto. Il soggetto è accondiscendente, non accetta la competizione, non è in grado di difendersi e di compiere atti ostili. Il trattamento prevederebbe principalmente di ristabilire l'equilibrio minerale (integrazione di potassio e magnesio); quello ambientale di evitare gli shock morali intensi (ad esempio l'interazione forzata, soprattutto con forme di autorità; il giudizio, la coercizione, le punizioni, la cattività). La legislazione italiana non prevede emolumenti pensionistici nonostante l'inabilità al lavoro (a meno che non sia fatta passare come depressione grave, il che dà diritto ad una pensione di 280 euro mensili). L'ipersensibilità dell'amigdala può essere causa di ADHD e/o disturbo bipolare/borderline..